# 플리머스 (소프트웨어)
플리머스(Plymouth)는 다이렉트 렌더링 매니저(DRM)와 KMS 드라이버를 사용하여 애니메이션을 지원하는 리눅스용 자유 부트스플래시이다. initrd로 패키징된다.
눈으로 보기에 좋은 것뿐 아니라 플리머스는 기동 중에 사용자 상호작용을 관리한다.
플리머스는 2008년 11월 25일 출시된 페도라 리눅스 10 케임브리지에 처음 포함되었다. 여기서 레드햇 그래피컬 부트(RHGB)를 대체하게 되었다.